# 瑙沙赫爾
瑙沙赫爾是伊朗的城市，位於該國北部里海南岸，由馬贊德蘭省負責管轄，主要經濟活動有旅遊業和農業，農產品有稻米、茶葉和柑橘，2007年人口40,578。